# University College Dublin Association Football Club
Lo University College Dublin Association Football Club è una società calcistica irlandese con sede nella città di Dublino, che gioca nella League of Ireland Premier Division.
Il club, fondato nel 1895 ed entrato nel campionato professionistico nel 1979 sotto la guida del Dr. Tony O'Neill (The Doc), ha sede a Dublino e gioca le sue partite casalinghe in azzurro e blu scuro al Belfield Park, nella zona sud della città.
La squadra è soprannominata The Students, College o semplicemente UCD, che è l'abbreviazione del nome completo.
È l'unico club professionistico associato ad un'università irlandese, l'University College Dublin.

## Palmarès

### Competizioni nazionali
- League of Ireland First Division: 3

1994-1995, 2009, 2018
- FAI Cup: 1

1983-1984
- FAI Super Cup: 1

2000

### Competizioni regionali
- Leinster Senior Cup: 3

1980-1981, 1994-1995, 1995-1996

### Altri piazzamenti
- Coppa d'Irlanda:

Semifinalista: 2007, 2018
- League of Ireland Cup:

Finalista: 2000-2001, 2005
Semifinalista: 2007, 2009
- First Division:

Secondo posto: 1988-1989, 2004, 2024
Terzo posto: 2015, 2020
- A Championship:

Secondo posto: 2011
- UEFA Fair Play ranking: 1

2014-2015

## Statistiche e record

### Statistiche nelle competizioni UEFA
Tabella aggiornata alla fine della stagione 2018-2019.
| Competizione                  | Partecipazioni | G | V | N | P | RF | RS |
| ----------------------------- | -------------- | - | - | - | - | -- | -- |
| Coppa delle Coppe             | 1              | 2 | 0 | 1 | 1 | 0  | 1  |
| Coppa UEFA/UEFA Europa League | 1              | 4 | 1 | 0 | 3 | 3  | 8  |
| Coppa Intertoto               | 1              | 2 | 0 | 2 | 0 | 3  | 3  |

#### Partecipazioni europee

##### Coppa delle Coppe
| Stagione | Turno    | Nazione                | Club    | Andata | Ritorno | Totale |
| -------- | -------- | ---------------------- | ------- | ------ | ------- | ------ |
| 1984-85  | 1º turno | Inghilterra (bandiera) | Everton | 0-0    | 0-1     | 0-1    |

## Stadio
Gioca le proprie partite interne all'UCD Bowl, che ha una capienza totale di 3000 persone. Il record di presenze sugli spalti è stato di 1.986 spettatori per la partita contro lo Shamrock Rovers dell'ottobre del 2010